# Бронз, Люси
Лю́сия Робе́рта Таф «Люси» Бронз MBE (англ. Lucia Roberta Tough "Lucy" Bronze; род. 28 октября 1991, Бервик-на-Твиде, Нортамберленд) — английская футболистка, играющая на позиции правого защитника в английском клубе «Челси» и национальной сборной Англии. Входит в число лучших защитников современности и признаётся одной из лучших правых защитников в мировом женском футболе. Стала лучшим игроком 2020 года по версии ФИФА, признана лучшей футболисткой года по версии УЕФА в сезоне 2018/2019. Она первый английский игрок и защитница, которая удостоена этих наград. По итогам 2019 года заняла 2-е место в голосование на премию «Золотой мяч» за версией «France Football» и 3-е место — The Best FIFA Football Awards, в сезоне 2019/2020 — 3-е место на Приз лучшей футболистке года в Европе. Первая в истории обладательница награды «Футболистка года по версии Globe Soccer Awards».
Двукратная победительница Чемпионатов Европы 2022 и 2025 годов, вице-чемпионка (2023) и бронзовый призёр (2015) чемпионатов мира, пятикратная победительница Лиги чемпионов УЕФА — трижды с французским «Лионом» и дважды с испанской «Барселоной». Выиграла четыре титула чемпиона Англии с «Ливерпулем», «Манчестер Сити» и «Челси», три чемпионата Франции с «Лионом» и два чемпионата Испании с «Барселоной». Двукратная обладательница награды лучшему игроку года в Англии по версии Профессиональной футбольной ассоциации (2014, 2016), игрок сезона Женской Суперлиги (2016), игрок года сборной Англии по версии Футбольной ассоциации Англии (2015, 2019). Футболистка года по версии «Би-би-си» (2018, 2020). Входит в символические команды Чемпионата мира-2015, Чемпионатов Европы 2017, 2025 годов, Лиги чемпионов УЕФА (2016/17 — 2019/20, 2022/23 — 2023/24), чемпионатов Англии (2013—2016) и Франции (2017/18). За своё выступление на чемпионате мира 2019 года Бронз получила «Серебряный мяч» в качестве второго лучшего игрока турнира. Шесть раз включалась в состав символической сборной мира по версии FIFPro (2017, 2019, 2020, 2021, 2022, 2023). Входит в состав символической сборной Англии всех времён по версии Международной федерации футбольной истории и статистики (IFFHS).

## Биография
Люси Бронз родилась 28 октября 1991 года в английском городе Берик-апон-Туид в семье португальца и англичанки Жуакима и Дайан Бронз. У Люси есть старший брат Джордж и младшая сестра Софи. Ранние годы будущая футболистка провела на острове Линдисфарн также известном под названием «Святой остров», расположенном в графстве Нортамберленд, прежде чем в семилетнем возрасте, вместе с семьёй, переехать в небольшой городок Алник в северо-восточной Англии. Окончила местную школу (The Duchess’s Community High School) в Алнике, где занималась бегом на 1500 метров вместе с финалисткой Олимпийских игр Лорой Уэйтман и игроком сборной Англии Люси Станифорт. Любимые школьные предметы для Бронз были физкультура и математика.
Люси начала играть в футбол со своим старшим братом и его друзьями. В детстве помимо футбола Бронз училась игре на саксофоне и занималась теннисом, играла в хоккей и нетбол, бегала по пересечённой местности, участвовала в соревнованиях по лёгкой атлетике: бег на 800 метров, толкание ядра и пятиборье, пока не сделала окончательный выбор в пользу футбола, поскольку ей всегда больше нравилось быть частью команды. Выступала за местную юниорскую команду Алник Таун (будучи единственной девчонкой в их составе), но по причине того, что согласно старым правилам ФА, девочкам приходилось прекращать играть с мальчиками, когда они достигали 12-летнего возраста, ей пришлось уйти с команды. Воспитанница академии «Сандерленда», за юниорские коллективы которого выступала с двенадцати лет. Поездки в академию были слишком выматывающими, поэтому она отправилась играть за команду Блайт Таун, но в 16 лет вернулась обратно в «Сандерленд», где сразу же стала капитаном юношеской команды игроков до 16 лет. Тогда же стала привлекаться к основной команде.
В 2013 году окончила Университет Лидс Беккет (бывший Городской университет Лидса), получив степень бакалавра по направлению «Спортивные исследования». В 2023 году получила награду MBE (Member of the Order of the British Empire — член Ордена Британской империи) в Букингемском дворце из рук принца Уильяма за заслуги перед футболом и за её роль в триумфе Англии на Евро-2022. В июле 2024 года получила почетную докторскую степень от Университета Лидс Беккет за заслуги в области спорта.

### Клубная карьера

#### «Сандерленд» (2007—2010)
По итогам дебютного сезона 2007/08 в первой команде получила приз лучшему игроку года по версии тренера клуба и заняла третье место в Северном дивизионе Женской Премьер-лиги, а уже в следующем сезоне Люси помогла «Сандерленду» получить право на выход в Национальный дивизион Женской Премьер-лиги, как команде занявшей первое место в Северном дивизионе. В мае 2009 года, в семнадцатилетнем возрасте, играла в финале Кубка Англии в составе первой команды «Сандерленда», который «чёрные коты» проиграли лондонскому клубу «Арсенал» со счётом 2:1, а сама Люси была названа лучшим игроком матча. Летом 2009 года покинула клуб, получив стипендию на обучение в Университете Северной Каролины в Чапел-Хилл, где она имела возможность не только получать образование, но и тренироваться на постоянной основе, выступая за местную университетскую команду. Всего за «Норт Каролина Тар Хилс» Люси сыграла 24 матча, забив 3 гола, а также стала первой британкой, выигравшей студенческий Кубок NCAA. В конце 2009-го вернулась обратно в Англию выступать за «Сандерленд». Вместе с Люси в команде играли также будущие звезды сборной Англии: Джордан Ноббс, Деми Стоукс и Люси Станифорт.

#### «Эвертон» (2010—2012)
С сентября 2010 года Бронз присоединилась к «Эвертону», в котором провела два сезона. Дебютный матч за новый клуб сыграла 23 сентября 2010 года в Лиги чемпионов против венгерской команды «МТК». В 26 играх за команду футболистка смогла отметиться двумя голами: 30 мая 2012, в матче 5-го тура Женской Суперлиги, забила дальним ударом мяч в ворота «Ливерпуля», удвоив тем самым счёт во встрече, которую «Эвертон» в итоге выиграл со счётом 2:0, а 19 августа 2012, в 9-м туре, точным ударом головой вывела «ирисок» вперёд в матче с «Арсеналом», игра с которым завершилась с ничейным счётом 2:2. Оба сезона 2011 и 2012 годов «Эвертон» завершил на третьей позиции в турнирной таблице Чемпионата Англии, но Люси основную часть времени, проведённого в команде, вынуждена была бороться с травмами колена, перенеся две операции по устранению проблемы. В те дни она успешно совмещала процесс реабилитации с учёбой в университете, вечерней работой в баре и пиццерии.

«… на самом деле я вспоминаю это время с большой любовью. Я обожала трудиться в Dominos, обожала работать в баре и получать образование в университете. Быть травмированной мне не нравилось, но весь этот опыт, испытание трудностей и деятельность на настоящей работе очень мне помогли и позволили держаться на ногах»

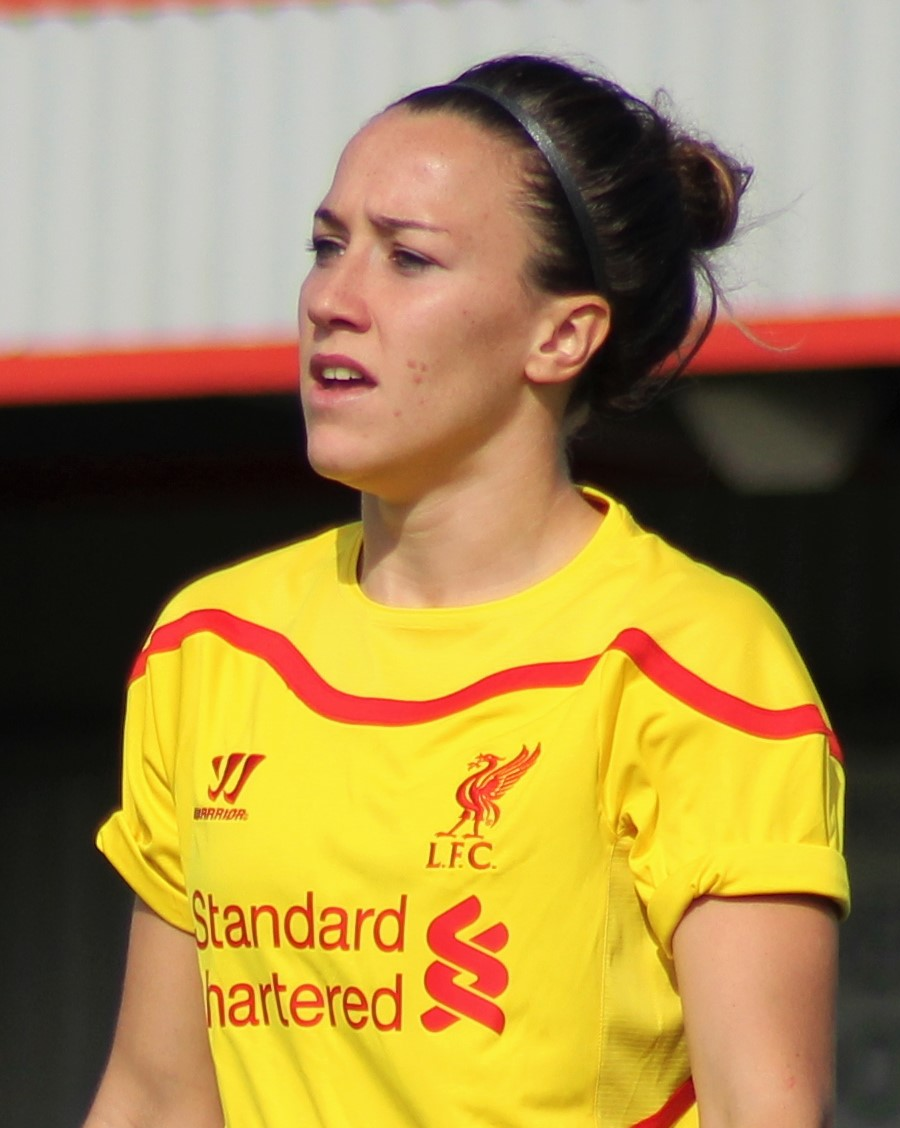
Бронз в 2014 году

Оригинальный текст (англ.)“At the same time, I actually look back with a lot of fondness on that time. I loved working in Dominos, I loved working in the bar and being at university, getting an education. I didn’t love being injured but that whole experience, struggling a bit and working proper jobs, has helped me a lot and kept me grounded.”
—  Из интервью Люси Бронз для fifa.com

#### «Ливерпуль» (2012—2014)
В ноябре 2012 года Бронз подписал «Ливерпуль», с которым она в итоге выиграла два Чемпионата Англии в 2013 и 2014 годах. Сезон 2013 года для защитницы стартовал матчем против «Эвертона» в Кубке Английской Лиги, который она не доиграла до конца из-за очередной травмы колена. Тем не менее, это не помешало ей быстро стать неотъемлемой частью обороны ливерпульской команды. В чемпионате Англии провела все 14 матчей клуба, единственный гол забила в матче 6-го тура Женской Суперлиги против «Бирмингем Сити». Суммарно в первом сезоне за «Ливерпуль» Люси сыграла 19 матчей во всех турнирах, забив 1 мяч.
В связи с травмой Уитни Энген, на старте сезона 2014 Люси вынуждена была играть в центре обороны, но во второй части сезона была переведена вновь на правый фланг защиты. Дебютный матч за «Ливерпуль» в Лиге Чемпионов провела 8 октября 2014 года против шведской команды «Линчёпинг», по итогам двухматчевого противостояния с которой «красные» вынуждены были покинуть турнир. Всего за сезон футболистка сыграла в 23-х играх, забив два мяча: 9 августа 2014, в 9-м туре Женской Суперлиги, поразила ворота главного конкурента за чемпионство — «Челси» и 12 октября 2014, когда судьба чемпионского титула решалась в заключительном туре чемпионата, забила гол в матче с «Бристоль Сити», который «красные» выиграли со счётом 3:0. В 2014 году за свою игру в стане ливерпульской команды Люси получила награду «Игрок года» по версии Профессиональной футбольной ассоциации, которая вручается лучшему игроку в Англии, признана лучшим игроком года в составе «Ливерпуля». А также дважды вошла в «команду года» Женской Суперлиги по итогам сезонов 2013 и 2014 годов. Несмотря на статус ключевого игрока в составе «Ливерпуля», Бронз не стала продлевать контракт с клубом.

«Это было очень трудное решение покинуть „Ливерпуль“, но я чувствую потребность в новом вызове. Я вспоминаю с удовольствием каждый миг в „Ливерпуле“ и даже не знаю, как в достаточной мере выразить признательность своим одноклубницам и сотрудникам клуба за невероятные два сезона»
Оригинальный текст (англ.)“It has been an extremely difficult decision to leave Liverpool but I feel as though I need to experience a new challenge. I have loved every minute of my time at Liverpool and cannot thank my teammates and staff enough for an incredible two seasons.”
— Люси Бронз о своем решении покинуть «Ливерпуль»

#### «Манчестер Сити» (2014—2017)
В ноябре 2014 года стало известно, что «Манчестер Сити» подписал трёхлетний контракт с Люси Бронз. Первые три матча клуба сезона 2015 года Люси вынуждена была пропустить из-за восстановления после операции на колене, но уже 12 апреля 2015 защитница дебютировала за основной состав «Сити», выйдя на замену в матче Кубка Англии против «Бирмингем Сити». Первый сезон в составе «горожанок» футболистка завершила на втором месте в Чемпионате Англии, в очередной раз выбрана в «команду года» Женской Суперлиги, а также вошла в число номинантов на звание «Игрок года» по версии Профессиональной футбольной ассоциации. В декабре 2015 года названа «Лучшим игроком года» по версии Футбольной ассоциации Англии, которая вручается лучшему игроку сборной Англии, вдобавок к номинации на звание лучшего спортсмена Британии 2015 года, Люси стала первой футболисткой, которая попала в шорт-лист претендентов на эту награду. Всего за сезон футболистка провела 17 матчей, забив два мяча: 9 августа 2015 в 7-м туре Чемпионата Англии — ударом головой после подачи углового в ворота «Арсенала», который был побеждён на «Мидоу Парк» со счётом 3:2 и 27 сентября в домашнем матче против «Бристоль Сити» Люси забила в первом тайме, что способствовало разгрому соперниц «горожанок» со счётом 6:1.
В 2016 году Люси смогла завоевать очередной титул победителя Чемпионата Англии, сыграв все матчи турнира без замен и забив два мяча: 2 мая открыла счёт на 7-й минуте матча с «Донкастер Роверс Беллес» в 5-м туре Женской Суперлиги и 11 августа, в матче 12-го тура, после подачи с углового в исполнении Тони Дагган отправила мяч в ворота все того же «Донкастер Роверс Беллес». Вместе с тем одержала победу в Кубке Английской Лиги, забив победный гол в дополнительное время финального поединка против «Бирмингем Сити». По окончании сезона футболистка во второй раз была отмечена наградой «Игрок года» по версии Профессиональной футбольной ассоциации, в четвёртый кряду — названа игроком «команды года» Женской Суперлиги, признана лучшей футболисткой Чемпионата Англии и команды «Манчестер Сити». В Лиге чемпионов 2016/17 Люси приняла участие во всех восьми матчах «Манчестер Сити», забив три мяча: 6 октября 2016 праздновала свой первый гол в еврокубках, отправив мяч в ворота «Звезды-2005», 12 октября 2016 отличилась забитым мячом в выездном матче против все той же пермской «Звезды» и 30 марта 2017 ещё один мяч забила в ворота датской «Фортуны Йёрринг». Впервые вошла в список игроков, претендующих на попадание в сборную Мира по версии FIFPro и символическую сборную сезона Лиги чемпионов.
В 2017 году принимала участие в Весенней Серии Женской Суперлиги ФА (укороченный чемпионат Англии, как переходной период на новый календарь Женской Суперлиги), которую «Сити» завершили на втором месте, набрав одинаковое количество очков с «Челси», но уступив по дополнительным показателям. 3 марта 2017 Бронз забила свой единственный гол в Весенней Серии, который позволил «горожанкам» получить ничейный результат во встрече с «Бирмингем Сити». 13 мая 2017 года Люси завоевала последний трофей с «Манчестер Сити» — Кубок Англии, в финальном матче которого защитница открыла счёт на 17-й минуте и отдала результативную передачу на Изобель Кристиансен, а «горожанки» одержали победу над «Бирмингем Сити» со счётом 4:1.
17 августа 2017 года ФИФА опубликовала список номинанток на премию «Игрок года ФИФА», в числе 10 претенденток оказалась и Люси Бронз. Футболистка также попала в топ-10 (под номером 8) претендентов на награду Лучшей футболистки Европы сезона 2016/17 по версии УЕФА. Футбольная ассоциация Англии в свою очередь отметила игру Люси номинацией на звание «Лучшего игрока года». В целом в футболке «Манчестер Сити» Люси сыграла 59 матчей, забив 11 мячей.

#### «Олимпик Лион» (2017—2020)
Отказавшись от контракта, что сделал бы её самой высокооплачиваемой футболисткой «Манчестер Сити», в августе 2017 года англичанка перешла во французский клуб «Олимпик Лион», с которым заключила соглашение сроком на три года.
Как отметила защитница в одном из интервью, решиться на переход было непросто:

«Мне потребовалась неделя или около того, чтобы хорошенько подумать, чего я хочу. Я разрывалась между тем, чтобы остаться и продолжать развивать клуб в надежде стать командой уровня „Лиона“, или отправиться в „Лион“ сейчас и действительно бросить себе вызов»
Оригинальный текст (англ.)"It took me a week or so to really think about what I wanted. I was kind of divided, whether to stay and continue to grow the club and maybe become a team level with Lyon, or whether to go to Lyon now and really push myself.”
— Люси Бронз
В команде она выбрала себе «22» игровой номер. В сезоне 2017/18 с новым клубом Люси смогла выиграть золотые медали первенства Франции, сыграв в девятнадцати матчах чемпионата, отметилась двумя мячами и четырьмя результативными передачами. 24 мая 2018 завоевала первую в своей карьере медаль победителя Лиги чемпионов УЕФА. Всего на турнире Люси сыграла 8 матчей и отметилась двумя голами, причём мяч, забитый ею в 1/2 финала стал победным и единственным голом «Лиона» в двухматчевом противостоянии с её бывшей командой «Манчестер Сити», также этот гол английской защитницы был номинирован УЕФА на звание лучшего гола сезона-2017/18.
В Кубке Франции лионская команда дошла до финала, что давало ей возможность оформить «требл», но проигрыш «Пари Сен-Жермену» не позволил «львицам» этого сделать. Сама финальная встреча была под угрозой переноса из-за сильного ливня, начавшегося во время матча, однако после длительного перерыва поединок возобновился, хотя условия не способствовали футболу, а матч так и завершился минимальным счётом 1:0. В целом за первый год в «Лионе» Люси сыграла 31 матч, забив четыре гола. По итогам сезона Бронз вошла в символические сборные Чемпионата Франции и Лиги чемпионов УЕФА-2017/18, попала в шорт-листы номинантов на награды «Футболистка года по версии Ассоциации футбольных журналистов», «Игрок года» по версии УЕФА (в итоге — 5-е место) и «Игрок года ФИФА» (итоговое 6-е место), а также получила звание лучшей футболистки года по версии «Би-би-си», став первой англичанкой выигравшей эту награду.
В сезоне 2018/19 Бронз сменила свой номер на «двойку», освободившуюся после ухода Кензы Дали, ранее носившею футболку с данным номером. Первый гол в сезоне забила 26 августа 2018, в матче первого тура Чемпионата Франции против «Лилля». 8 октября 2018 Люси Бронз была включена журналом «France Football» в число 15-ти номинанток на «Золотой мяч» — награду лучшему игроку года, что впервые была вручена женщинам-футболисткам. В итоге — 6-е место. Помимо этого, защитница заняла 4-е место в списке «100 лучших футболисток мира 2018 года», составленого газетой «The Guardian». По итогам второго сезоне в составе «львиц» Люси выиграла второй в своей карьере титул победителя чемпионата Франции, Кубок Франции, золотые медали турнира Лиги чемпионов, а также вошла в символическую сборную сезона в Лиге чемпионов УЕФА. В июне 2019 футболистка была номинирована на премию ESPY (Excellence in Sports Performance Yearly Award), учреждённую авторитетным спортивным телеканалом ESPN, в номинации «Лучшая иностранная футболистка».
Подготовку к сезону 2019/20 Бронз вместе с «Лионом» начали с победы на Женском Международном Кубке Чемпионов, одержав победу над «Северной Каролиной» со счётом 0:1. А уже 21 сентября 2019 года Люси завоевала свой 6-й трофей в составе «Лиона», который обыграл «ПСЖ» в Суперкубке Франции в серии послематчевых пенальти со счётом 1:1 (4:3).
2019 год для футболистки стал богатым на различные награды и номинации к ним. Так, Бронз попала в длинный список из двенадцати претенденток на получение награды «The Best FIFA Women’s Player» и короткий список претенденток на награду Лучшей футболистки сезона по версии UEFA. В итоге: 29 августа Люси получила награду Лучшей футболистке сезона 2018/19 по версии УЕФА, став первой в истории защитницей и представителем Англии, удостоившимся этой награды; 23 сентября, на церемонии вручения наград ФИФА The Best заняла третье место в категории «Лучшая футболистка мира», а также вошла в состав символической сборной мира по версии FIFPro.
Благодаря своим успехам, второй год к ряду, спортсменка вошла в короткий список номинантов на награду «Золотой мяч France Football», где заняла 2-е место, уступив только американке Меган Рапино.
Также имя Люси Бронз было представлено в финальном списке претендентов на награду Globe Soccer Awards, которая вручается лучшей футболистке по мнению двух европейских ассоциаций — клубов и агентов, в конечном итоге футболистка заняла первое место в голосовании на эту награду. Бронз также заняла второе место в итоговом голосовании болельщиков в определении лучшего игрока команды «Олимпик Лион» в 2019 году, уступив первое место Аде Хегерберг и попала в число финалистов местной спортивной награды «Lions du Sport» в номинации «Лучший спортсмен города Лион», в итоге защитница была награждена Серебряным Львом.
В феврале 2020, второй раз в своей карьере Бронз была номинирована на награду Лучшей футболистки года по версии «Би-би-си», которую она в итоге выиграла. Также она заняла третье место на ежегодную награду «Футболист года по версии Ассоциации футбольных журналистов». 28 апреля 2020 года стало известно, что из-за запрета проведения любых спортивных мероприятий во Франции (включая мероприятия без зрителей) до сентября 2020 года, сезон 2019/20 во французском Дивизионе 1 Arkema не будет возобновлён и доигран, но поскольку на момент остановки безоговорочным лидером был «Лион», то именно эта команда признана чемпионом Франции сезона-2019/20.
Приостановка проведения Лиги Чемпионов УЕФА из-за пандемии COVID-19 сдвинула строки завершения турнира, но ввиду того, что у Бронз истекало соглашение с «Лионом» 30 июня 2020 года, то между футболисткой и клубом была заключена краткосрочная сделка до конца августа 2020. В августе 2020 года было возобновлено проведение Кубка Франции. В итоге «Лион» сумел в очередной раз защитить титул чемпиона, победив в финальном матче столичный «ПСЖ» в серии послематчевых пенальти со счётом 4:3. 30 августа 2020 года Люси в составе «Лиона» стала победительницей Лиги чемпионов, вдобавок четвёртый год кряду вошла в состав символической сборной сезона Лиги Чемпионов УЕФА. Таким образом, за три сезона в «Олимпике» Люси завоевала 9 трофеев и 8 сентября 2020 года объявила про своё возвращение в «Манчестер Сити».

#### «Манчестер Сити» (2020—2022)
После окончания контракта с французским «Лионом» в статусе свободного агента вернулась играть за «Манчестер Сити», подписав контракт на два года. В сезоне 2020/21 провела 28 матчей за «Манчестер Сити» во всех турнирах и отметилась 2 голами. Свой первый гол защитница забила в матче Чемпионата Англии против команды «Бристоль Сити» 7 ноября 2020 года. В сентябре 2020 года Бронз была номинирована на премию лучшему игроку сезона по мнению УЕФА и лучшему защитнику Лиги чемпионов 2019/20, но уступила Пернилле Хардер и Венди Ренар, соответственно.
Свой первый трофей после возвращения Люси выиграла 1 ноября 2020 года, когда в финале Кубка Англии «Манчестер Сити» обыграл «Эвертон» в дополнительное время со счётом 3:1. В декабре 2020 года выиграла награду лучшей футболистки года по версии ФИФА. В шорт-листе она опередила датчанку Перниллу Хардер из «Челси» и француженку Венди Ренар из «Лиона». Также в январе 2021 года Международная федерация футбольной истории и статистики (IFFHS) на своём сайте представила символическую сборную Европы и мира минувшего десятилетия в которые вошла и Люси Бронз. В марте 2021 года Люси была признана игроком месяца (февраль 2021) в Чемпионате Англии. 
После участия в Олимпиаде в составе сборной Великобритании защитница перенесла плановую операцию на правом колене из-за которой она вынуждена была пропустить первую половину сезона 2021/22 женской Суперлиги, а сама операция стала пятой по счёту на колене в её карьере. За свою игру в 2021 году была отмечена попаданием в команду года FIFPro World XI (четвёртый раз за 5 лет). За 2 сезона Люси завоевала с командой Кубок Англии и Кубок Английской Лиги, а также преодолела отметку 100 матчей за клуб (всего 111 матчей).

#### «Барселона» (2022 — 2024)
18 июня 2022 стало известно, что Бронз перешла в испанскую «Барселону», подписав контракт на два года. Футболистка также получила предложения от французского «Лиона», но сделала выбор в пользу каталонского клуба.

«Я очень рада играть за такой клуб, как „Барселона“, одну из крупнейших команд в мире. Я очень жду начала работы с командой. После парочки бесед вы не сможете отказать Барсе».
Оригинальный текст (англ.)"I am very happy to play for a club like FC Barcelona, one of the biggest teams in the world. I’m really looking forward to starting work with the team,” she said on Barcelona’s official website. “After a couple of conversations, you can’t say no to Barça.”
—  Из интервью Люси Бронз для клубного сайта «Барселоны»
17 октября 2022 года был опубликован полный рейтинг награды Золотой мяч, 10 место в котором досталось Бронз. 17 ноября 2022 года прошла церемония награждения награды «Футболистка года по версии Globe Soccer Awards», в числе номинантов была Люси.
Первый гол за «Барселону» защитница забила в матче против «Атлетико Мадрид» 27 ноября 2022 года. 3 декабря 2022 года в матче 11-го тура против «Реал Сосьедад» Бронз забила победный гол за «Барселону». Всего в сезоне 2022/2023 в Чемпионате Испании Люси провела 20 игр, отметилась 3 голами и двумя голевыми передачами.
В декабре 2022 журналисты сайта Goal составили список 50 лучших футболисток мира 2022 года, в топ-10 которого вошла и Люси Бронз под номером 7, а также под номером 10 в Топ-100 лучших футболистов по версии журнала The Guardian.
Свой первый титул с новым клубом Люси завоевала 22 января 2023 года, выиграв Суперкубок Испании в матче против «Реал Сосьедад», сделав голевую передачу. 22 апреля 2023 года в матче Лиги чемпионов против лондонского «Челси» Бронз получила травму колена, из-за которой покинула поле. 25 апреля ей сделали операцию, и предполагалось, что она будет недоступна в течение месяца. В Лиге Чемпионов провела 9 матчей, а также вошла в состав команды сезона женской Лиги чемпионов УЕФА 2022/23. В общей сложности в первый сезон за «Барселону» Люси сыграла 31 матч, забила 3 гола и выиграла «требл»: чемпионат Испании, Суперкубок Испании и Лига Чемпионов.
В сезоне 2023/2024 первое результативное действие произвела 5 ноября 2023 года в матче «Барселоны» против «Севильи», отдав голевой пас. В обеих матчах Лиги Чемпионов против шведского «Русенгорда» отметилась голевыми передачами. 20 января 2024 года выиграла с командой Суперкубок Испании. 25 января 2024 года стала игроком матча «Барселона» - «Айнтрахт» в Лиге Чемпионов, отметившись голевой передачей. 31 января в матче против «Бенфики» забила гол, отдала голевой пас и отметилась автоголом. В итоге в Лиге чемпионов провела 10 матчей, отметилась 1 голом и 4 голевыми передачами, а также вошла в символическую команду сезона. 4 мая 2024 года «Барселона» одержала победу в матче против «Гранады» и выиграла национальный чемпионат в 5 раз подряд, а Люси отметилась забитым мячом. Всего в сезоне 2023/24 в чемпионате Испании футболистка провела 20 матчей, забила 1 гол и отдала 4 голевых паса. 18 мая «Барселона» оформила домашний требл, выиграв Кубок Испании (Кубок Королевы), победив в финале «Реал Сосьедад» со счётом 8-0. В сезоне команда выиграла четыре трофея, сделав «золотой покер»: чемпионат Испании, Кубок Испании, Суперкубок Испании, Кубок Лиги чемпионов. 27 июня 2024 года «Барселона» объявила, что защитница покинет клуб по истечении контракта. Бронз сыграла за каталонскую команду 70 матчей, забив пять голов, выиграла семь трофеев.

#### «Челси» (2024 — )
17 июля 2024 года женский футбольный клуб «Челси» объявил о подписании двухлетнего контракта с Бронз. В команде она выбрала себе «22» игровой номер.

«Почему бы не попытаться помочь «Челси» выиграть этот неуловимый первый титул Лиги чемпионов? Это моя цель сейчас: я хочу выиграть европейский титул с английским клубом».
Оригинальный текст (англ.)"Why not try to help Chelsea win that elusive first Champions League crown? That’s the goal for me now: I want to win the European title with an English club.”
—  Из интервью Люси Бронз.
 Свой первый официальный матч за «Челси» Люси сыграла 20 сентября 2024 года против «Астон Виллы». Первый гол забила во втором матче Чемпионата Англии против команды «Кристал Пэлас». В сентябре 2024 года получила очередную номинацию на Золотой мяч, в итоге разместилась на 20 месте. Попала в топ-10 лучших защитников мира 2024 года по версии 90min, заняв 3 место. 16 ноября 2024 года в матче чемпионата Англии против «Манчестер Сити» сделала голевую передачу. 20 ноября 2024 года забила гол в матче Лиги чемпионов против шотландского «Селтика», также была признана игроком матча. 29 ноября 2024 вошла в список номинантов на награду The Best от ФИФА. 30 апреля 2025 года Бронз забила единственный гол в матче против «Манчестер Юнайтед», после которого «Челси» оформили свою победу в Чемпионате Англии (6-й титул подряд). Также защитница стала обладательницей Кубка Англии и Кубка Английской Лиги.  

### Карьера в сборной
Бронз представляла Англию на всех молодёжных уровнях, начиная со сборной до 17 лет. Люси могла выступать и за сборную Португалии, ведь её отец португалец по национальности. В 16 лет ей поступало предложение играть за Португалию.
В марте 2007 получила свой первый вызов в сборную игроков до 17 лет. В 2008 году принимала участие в Чемпионате Европы среди девушек до 17 лет, который английская команда завершила на четвёртом месте. По окончании чемпионата Люси была включена УЕФА в число одиннадцати игроков, «за которыми стоит следить в будущем». 8 октября 2008 был представлен состав сборной Англии до 17 лет для участие в Чемпионате мира среди девушек до 17 лет, в числе которых была и Бронз. Защитница провела шесть матчей на мундиале, который Англия завершила на четвёртом месте, проиграв матч за третье место сборной Германии.
Выступая за молодёжную сборную Англии до 19 лет, стала победителем Чемпионата Европы-2009 и серебряным призёром Чемпионата Европы-2010 среди девушек до 19 лет.
На Чемпионате мира среди девушек до 20 лет в 2010 году Люси провела все три матча сборной, которая в итоге не вышла из группы C, проиграв два и сведя к ничьей один поединок.
За сборную Англии игроков до 23 лет дебютный матч сыграла 30 сентября 2010 года в товарищеском матче против сборной Германии, выйдя на замену на 46 минуте поединка. В 2013-м выступала со сборной до 23 лет на Турнире Четырёх Наций в Ла-Манге.
Во взрослой команде дебютный матч сыграла 26 июня 2013 года в товарищеской встрече со сборной Японии, выйдя на замену на 67-й минуте матча, на последних минутах которого сумела забить гол, который отменили из-за офсайда. Первый гол за национальную сборную защитница забила 14 июня 2014 года в ворота сборной Беларуси в матче квалификационного этапа к чемпионату мира-2015. Первые игры за Англию Люси играла в амплуа центрального защитника, ведь позиция правого защитника в сборной была занята Алекс Скотт. Свой 100-й матч за сборную Англии сыграла 11 октября 2022 года против сборной Чехии.

«В 20 лет мне сказали, что я не буду играть после 27, а мне 30, так что дела у меня не так уж и плохи. Думаю, именно поэтому я никогда не ставила перед собой цель сыграть 100 матчей за сборную Англии, я просто хотела играть как можно больше».
Оригинальный текст (англ.)"I was told at 20 years old that I wouldn't play past 27 and I'm 30 so I'm not doing too bad. I think that's why I never set 100 caps as a goal for England, I just wanted to play as much as possible”.
—  Из интервью Люси Бронз на пресс-конференции с журналистами перед своим 100-м матчем за сборную Англии

#### Чемпионат Европы 2013
Несмотря на юный возраст и малый опыт международных выступлений на взрослом уровне Люси была включена в заявку сборной Англии на Чемпионат Европы 2013 в связи с серьёзными травмами защитниц Рэйчел Юнитт и Клэр Рафферти, но весь турнир провела в роли запасного игрока, на поле не выходила, в то время как сборная, под руководством Хоуп Пауэлл, провалила выступление на чемпионате, не сумев пройти групповой этап.

#### Чемпионат мира 2015
Постоянным игроком основы сборной стала при Марке Сэмпсоне в период отборочного турнира к чемпионату мира 2015, в котором Англия одержала десять побед в десяти матчах. В девяти из них Бронз принимала участие.

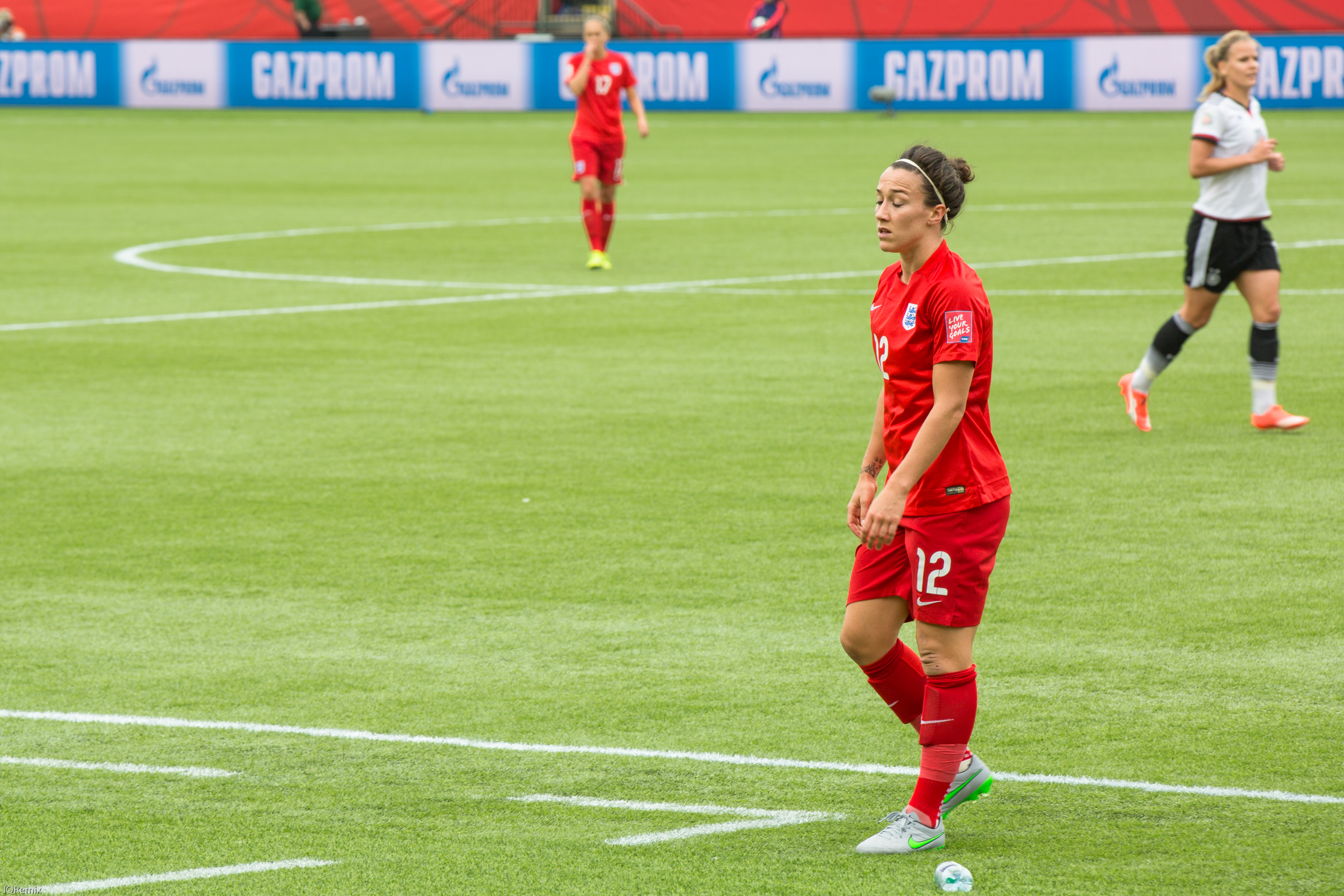
Бронз на Чемпионате мира 2015 года

На первенстве мира 2015 года, где выиграла с командой бронзовые медали, Люси была основным игроком сборной, провела шесть матчей, забив два победных мяча в ворота сборных Норвегии и Канады. Первый матч на мундиале против сборной Франции защитница действовала на левом фланге, куда была переведена главным тренером с целью сдерживания быстроногой Элоди Томи, на последующие матчи Люси выходила на поле на своём родном правом фланге. По итогам Чемпионата мира в Канаде 2015 года защитница была включена в сборную «всех звёзд», состоящей из лучших игроков чемпионата мира, вошла в список игроков, претендующих на «Золотой мяч» — приз, вручаемый лучшему игроку чемпионата мира, а гол с дальней дистанции, забитый Люси в ворота сборной Норвегии, вошёл в Топ-3 на ЧМ-2015. В родной Англии за свою игру на мундиале получила в прессе одни из самых высоких оценок среди игроков сборной.

#### Чемпионат Европы 2017
В отборочном турнире к чемпионату Европы 2017 года английская сборная провела восемь беспроигрышных матчей, в пяти из них Бронз принимала непосредственное участие. Будучи одним из фаворитов Чемпионата Европы 2017 года, сборная Англии завершила его проигрышем на стадии 1/2 финала хозяйке турнира сборной Нидерландов. Являясь игроком основы, Люси сыграла на турнире в четырёх матчах. После двух уверенных побед в стартовых матчах группового этапа, команда Англии завоевала себе место в четвертьфинале турнира, поэтому в матче против сборной Португалии Марк Сэмпсон дал отдохнуть нескольким основным игрокам (в том числе и Люси Бронз). В четвертьфинальном поединке против сборной Франции англичанки одержали победу со счётом 1:0, гол забила Джоди Тейлор с передачи Люси Бронз. Эта победа стала первым триумфом сборной Англии над француженками за последние 43 года. В полуфинальном поединке со сборной Нидерландов, будучи фаворитом матча, Англия тем не менее проиграла его с разгромным счётом 3:0. Люси же провела второй крупный турнир со сборной на высоком уровне, вновь получив в прессе одни из лучших оценок среди английских игроков. За весь турнир защитница отдала две результативные передачи, признана лучшим игроком встречи матча группового этапа Англия-Испания, а также вошла в символическую сборную Чемпионата Европы.
Бронз сохранила место в сборной Англии и после увольнения Марка Сэмпсона с поста главного тренера, на место которого был назначен экс-игрок «Манчестер Юнайтед» Фил Невилл. В 2018 году, на международном турнире SheBelieves Cup в США, Бронз впервые вышла на поле с капитанской повязкой английской сборной.

#### Чемпионат мира 2019
В отборочном турнире к чемпионату мира 2019 года, который англичанки успешно завершили на первом месте, тем самым пройдя на чемпионат напрямую, единственная из английской сборной провела все восемь матчей команды, дважды отличившись в ворота сборных России и Казахстана. В рамках подготовки к чемпионату мира, в марте 2019, сборная Англии выиграла турнир «SheBelieves Cup», в матчах которого тренер решил перевести Люси в центр поля на позицию опорного полузащитника.
На второй для себя чемпионат мира Люси поехала в статусе вице-капитана команды. Все семь матчей сборной на туринире Бронз выходила на поле с первых минут, играя без замен. В поединке 1/8 финала против сборной Камеруна отметилась голевой передачей на Эллен Уайт. За свою игру в четвертьфинальном матче против сборной Норвегии получила приз лучшего игрока матча, отметившись голевым пасом и забитым мячом из-за пределов штрафной, сборная же одержала победу 3:0 и вышла в полуфинал. В итоге английская команда завершила чемпионат мира на четвёртом месте, проиграв в 1/2 финала США, а в матче за третье место уступила Швеции со счётом 2:1. За своё выступление на Чемпионате мира Бронз получила в прессе одни из лучших оценок среди английских игроков, а также «Серебряный мяч», что вручается второму лучшему игроку турнира. Прекрасная игра защитницы в составе сборной Англии завершилась признанием её Лучшей футболисткой национальной команды 2019 года. Также Люси вошла в список 10 ключевых игроков турнира.

#### Олимпийские игры 2020
Впервые на Олимпийских играх в составе сборной Великобритании Люси сыграла в Токио в 2021 году. 27 мая 2021 года был анонсирован состав сборной в который вошла Бронз. В первых двух играх на турнире защитница отметилась тремя голевыми передачами (матчи против Чили и Японии). В итоге команда завершила выступление на стадии четвертьфинала, проиграв команде Австралии. Люси отыграла все матчи сборной на турнире без замен.

#### Чемпионат Европы 2022. Победа на турнире
Стартовый матч на чемпионате Европы сборная Англии выиграла у сборной Австрии со счётом 1:0, Бронз провела все 90 минут игры на поле. Второй матч против сборной Норвегии защитница также отыграла полностью и отметилась голевой передачей, сам матч закончился со счётом 8:0. В заключительном матче группового этапа Англия победила сборную Северной Ирландии со счётом 5:0, а Люси отыграла 74 минуты игрового времени и была заменена. Сборная Англии смогла уверенно выйти с группы, заняв первое место (14 забитых мячей и 0 пропущенных). В четвертьфинальном матче Англия победила сборную Испании в дополнительное время со счётом 2-1, Бронз провела на поле все 120 минут игры. Далее была уверенная победа над сборной Швеции в полуфинале со счётом 4-0, Люси отдала голевую передачу и сыграла весь матч. В финальном поединке в овертайме сборная Англии завоевала титул чемпионов Европы, Бронз провела на поле все 120 минут. Победный гол с углового был забит при участии Люси, которая перенаправила мяч от Лорен Хэмп к Хлои Келли, которая отметилась победным голом. Бронз стала первой среди английских игроков, кто завоевал международный титул как среди юниоров, так и среди взрослых, выиграв титул чемпиона Европы среди молодёжи до 19 лет в 2009 году.

#### Финалиссима 2023
6 апреля 2023 года на стадионе «Уэмбли» был организован матч между победительницами последних чемпионатов Европы и Южной Америки. Англия выиграла матч со счётом 4:2 в серии пенальти после ничьей 1:1 в основное время и завоевала первый титул Finalissima среди женщин. Бронз отыграла матч с первых минут игры и была признана болельщиками лучшим игроком сборной Англии.

#### Чемпионат мира 2023
Люси Бронз была включена в состав сборной на чемпионат мира 2023 года, что проходил на полях Австралии и Новой Зеландии. Защитница провела все матчи сборной на турнире с первых минут игры и только в одном из них была заменена по ходу игры. Также Бронз установила рекорд для сборной Англии по количеству игр на чемпионатах мира, после финальной встречи на счёту защитницы стало 20 матчей на мировых первенствах (обновив рекорд Джилл Скотт). В итоге сборная завоевала серебряные медали.
После Чемпионата мира сборная Англии проходила отбор на Олимпийские игры 2024 года через турнир Лиги наций УЕФА. В итоге сборная Англии заняла второе место в группе, проиграв сборной Нидерландов только из-за худшей разницы мячей. Люси сыграла все 6 игр без замен и отметилась тремя голами.
В отборочном турнире к чемпионату Европы 2025 года английская сборная попала в группу смерти, где вместе с ними за выход на Чемпионат Европы боролись сборные Франции, Ирландии и Швеции. В итоге сборная Англии заняла второе место в группе, что позволило им успешно пройти квалификацию на турнир. В пяти из шести матчах Бронз принимала непосредственное участие. 25 октября 2024 года провела свой 125 матч за сборную Англии против сборной Германии, в котором отметилась забитым голом, который стал для неё 16 по счету в футболке сборной Англии. 30 ноября 2024 года в матче против сборной США, который закончился ничьей, Люси был признана лучшим игроком матча.

#### Чемпионат Европы 2025. Победа
Люси Бронз поехала на свой 4-й Чемпионат Европы с Англией, где завоевала свой второй титул победительницы Чемпионата Европы. Выходила во всех 6 матчах своей команды в стартовом составе. Смогла отметиться голом в четвертьфинальном матче против сборной Швеции, в этом же поединке Люси забила решающий гол в послематчевой серии пенальти. В итоге за свою игру на Чемпионате Европы Бронз включили в состав Команды турнира, а финальный поединок против сборной Испании стал для неё 36 матчем в основных турнирах сборных в составе Англии, что позволило ей стать рекордсменом команды.

## Стиль игры

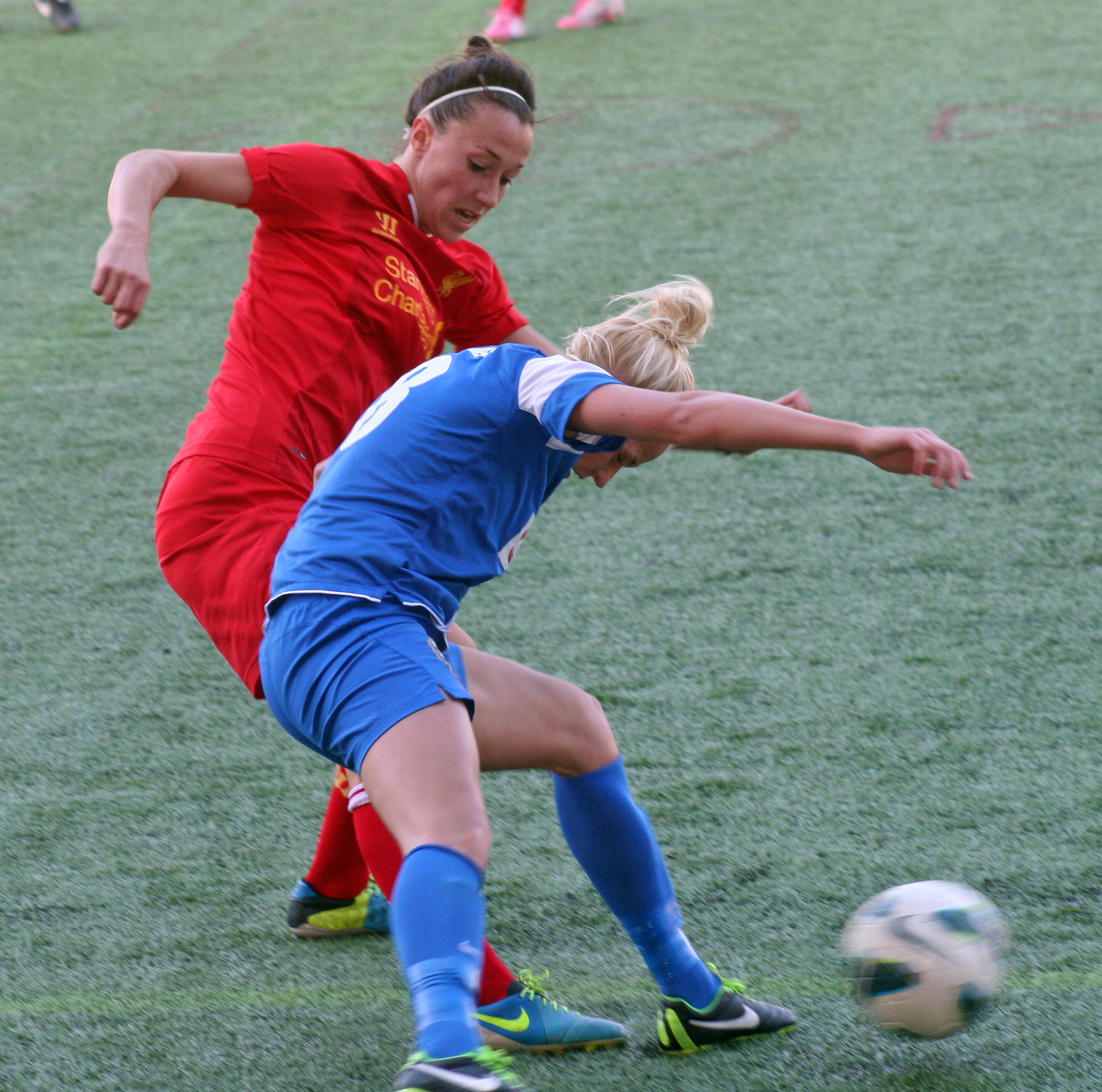
2013 год. Люси (в красном) в борьбе за мяч

Бронз выступает в первую очередь на позиции правого защитника, однако она может играть практически в любом месте в обороне или полузащите. Защитница равно эффективна в атаке и обороне, атлетичная, хорошо играет головой, владеет хорошей скоростью, работоспособностью и скоростной выносливостью, постоянно поддерживает атаки, принимая участие в наступательных действиях своих команд, забивает достаточно много как для защитника.

«Люси не просто защитник, её атакующие качества так же хороши, как и её защитные, она забивает важные голы для клуба и страны, не только в этом году. Она фантастический игрок, она поднимает свою игру, когда её команда больше всего в ней нуждается. Она быстра, она движущаяся вперед, и в какой бы команде не играла, она приспосабливается к любой тактике, которую они используют»
Оригинальный текст (англ.)“Lucy’s not just a defender, her attacking qualities are just as desirable as her defensive ones and she scores important goals for club and country, beyond just this year. She’s a fantastic player, she steps up her game when her team most need her. She’s fast, she’s direct and whatever team she’s in, she adapts to whatever tactics they use.”
— Рейчел Браун-Финнис, экс-игрок женской сборной Англии

«Сильная и мощная, она похожа на боксера — если ты её сбиваешь, она всегда встает и возвращается снова и снова»
Оригинальный текст (англ.)“Strong and powerful, she’s like a boxer – if you knock her down, she always gets up and comes back for more.”
— Келли Смит, экс-игрок женской сборной Англии

«Она феноменальный игрок. У неё есть ноги, которые позволяют ей делать все, что она хочет.»
Оригинальный текст (англ.)“She’s a phenomenal player. She has the legs to do whatever she wants.”
— Игрок «Баварии» и сборной Англии Джорджия Стануэй

Она сильная, быстрая и атлетичная. У неё есть все, что нужно защитнику, и я просто рада, что она будет играть рядом со мной, а не против меня.
Оригинальный текст (англ.)“She’s powerful, she’s quick and athletic. She’s got everything you would want in a defender and I’m just glad she’ll playing alongside me and not against me.”
— Тони Дагган при переходе Люси Бронз в «Манчестер Сити»

«На мой взгляд, она превосходна. Она играет практически на второй передаче. Я считаю, что она игрок мирового уровня»
Оригинальный текст (англ.)“I think she’s excellent. She plays almost in second gear. I think she’s world-class.”
— Майкл Оуэн, экс-игрок сборной Англии

«Люси — выдающаяся футболистка, она очень выросла, особенно в последние три с половиной года. Она — боец, победитель, и она определённо собирается задержаться на долгое время в сборной Англии, чтобы не просто помочь нам выиграть матчи, но и трофеи»
Оригинальный текст (англ.)"Lucy is an outstanding footballer, and she has really grown in the last three and a half years in particular. "She's a fighter, a winner, and she's definitely going to be around for a long time in an England jersey to not just help us win matches but trophies too."
— Марк Сэмпсон, экс-тренер женской сборной Англии о Люси Бронз в 2017 году

«У неё есть все. Она играет на позиции крайнего защитника и меняет ход игр. Она играет в полузащите и управляет играми. Такой себе совершенный футболист.»
Оригинальный текст (англ.)“She’s got everything. She plays at full-back and changes games. She plays in midfield and runs games. Such a complete footballer.”
— Экс-игрок сборной Англии Иззи Кристиансен

«Она феноменальна. Я всегда говорю людям, что, как мне кажется, Люси может играть в мужской футбол, я действительно так думаю. У неё есть все качества для этого»
Оригинальный текст (англ.)“She’s phenomenal,” Neville said. “I always say to people that I think Lucy could play in the men’s game, I really do. She’s got that much quality.”
— Экс-тренер женской сборной Англии Фил Невилл перед отборочным матчем к Чемпионату мира-2019 против сборной России

«На мой взгляд, Люси Бронз — лучший игрок в мире. Она — это три-четыре игрока в одном — может сыграть правого крайнего защитника, правого крайнего полузащитника, центрального защитника. Она в насколько хорошей физической форме, насколько вообще может быть, она — мечта тренера»
Оригинальный текст (англ.)“I think Lucy Bronze is the best player in the world. She’s three or four players in one – she could play right back, right wing, centre back. She’s as fit as I’ve ever seen her and she’s a manager’s dream.”
— Фил Невилл после матча Англия-Бразилия, 06/10/2018

«Она очень быстра, как на короткие, так и на длинные дистанции. Присутствие Люси в команде позволяло нам загонять в зоны игроков нападения, потому что когда Люси делает забегание, вселяя страх в сердце защитников, они опускаются немного глубже, и это создает разрывы. Против неё невозможно защищаться. Она незаменима».
Оригинальный текст (англ.)“She’s so quick, over short and long distances. Having Lucy Bronze enabled us to get players on the ball in the pockets, because when Lucy overlaps, it strikes fear into the defender’s heart. They drop a little deeper, and it creates gaps. She’s undefendable. You can’t replace her.”
— Мэтт Бёрд, тренер Люси в «Ливерпуле»

«Мечта тренера. Игрок, который обладает талантом, физической силой и умом.»
Оригинальный текст (англ.)“A coach’s dream. A player who already has the talent, the physicality and the brain.”
— Экс-тренер женской «Лион» у период 2017-2019 годов Рейнальд Педрос

## Достижения
| Сезон                                               | 2008                          | 2009                          | 2010                          | 2011                          | 2012                          | 2013                          | 2014                          | 2015                          | 2016                          | 2017                          | 2018                          | 2019                          | 2020                          | 2021                          | 2022                          | 2023                          | 2024                          |
| Титулы — Национальная сборная                       | Титулы — Национальная сборная | Титулы — Национальная сборная | Титулы — Национальная сборная | Титулы — Национальная сборная | Титулы — Национальная сборная | Титулы — Национальная сборная | Титулы — Национальная сборная | Титулы — Национальная сборная | Титулы — Национальная сборная | Титулы — Национальная сборная | Титулы — Национальная сборная | Титулы — Национальная сборная | Титулы — Национальная сборная | Титулы — Национальная сборная | Титулы — Национальная сборная | Титулы — Национальная сборная | Титулы — Национальная сборная |
| --------------------------------------------------- | ----------------------------- | ----------------------------- | ----------------------------- | ----------------------------- | ----------------------------- | ----------------------------- | ----------------------------- | ----------------------------- | ----------------------------- | ----------------------------- | ----------------------------- | ----------------------------- | ----------------------------- | ----------------------------- | ----------------------------- | ----------------------------- | ----------------------------- |
| Чемпионат Европы (до 19 лет)                        |                               |                               |                               |                               |                               |                               |                               |                               |                               |                               |                               |                               |                               |                               |                               |                               |                               |
| Чемпионат Европы                                    |                               |                               |                               |                               |                               |                               |                               |                               |                               | 1/2                           |                               |                               |                               |                               |                               |                               |                               |
| Чемпионат мира                                      |                               |                               |                               |                               |                               |                               |                               |                               |                               |                               |                               | 4                             |                               |                               |                               |                               |                               |
| Титулы — Клубы                                      |                               |                               |                               |                               |                               |                               |                               |                               |                               |                               |                               |                               |                               |                               |                               |                               |                               |
| Лига чемпионов УЕФА                                 |                               |                               |                               |                               |                               |                               |                               |                               |                               | 1/2                           |                               |                               |                               |                               |                               |                               |                               |
| Чемпионат Англии                                    |                               |                               |                               |                               |                               |                               |                               |                               |                               |                               |                               |                               |                               |                               |                               |                               |                               |
| Чемпионат Франции                                   |                               |                               |                               |                               |                               |                               |                               |                               |                               |                               |                               |                               |                               |                               |                               |                               |                               |
| Чемпионат Испании                                   |                               |                               |                               |                               |                               |                               |                               |                               |                               |                               |                               |                               |                               |                               |                               |                               |                               |
| Кубок Англии                                        |                               |                               |                               |                               |                               |                               |                               |                               |                               |                               |                               |                               |                               |                               |                               |                               |                               |
| Кубок Франции                                       |                               |                               |                               |                               |                               |                               |                               |                               |                               |                               |                               |                               |                               |                               |                               |                               |                               |
| Кубок Испании                                       |                               |                               |                               |                               |                               |                               |                               |                               |                               |                               |                               |                               |                               |                               |                               |                               |                               |
| Супер Кубок Франции                                 |                               |                               |                               |                               |                               |                               |                               |                               |                               |                               |                               |                               |                               |                               |                               |                               |                               |
| Кубок Английской Лиги                               |                               |                               |                               |                               |                               |                               |                               |                               |                               |                               |                               |                               |                               |                               |                               |                               |                               |
| Суперкубок Испании                                  |                               |                               |                               |                               |                               |                               |                               |                               |                               |                               |                               |                               |                               |                               |                               |                               |                               |
| Студенческий Кубок NCAA                             |                               |                               |                               |                               |                               |                               |                               |                               |                               |                               |                               |                               |                               |                               |                               |                               |                               |
| Личные награды                                      |                               |                               |                               |                               |                               |                               |                               |                               |                               |                               |                               |                               |                               |                               |                               |                               |                               |
| Лучший игрок чемпионата Англии                      |                               |                               |                               |                               |                               |                               |                               |                               |                               |                               |                               |                               |                               |                               |                               |                               |                               |
| Лучший игрок сезона чемпионата Англии по версии ПФА |                               |                               |                               |                               |                               |                               |                               |                               |                               |                               |                               |                               |                               |                               |                               |                               |                               |
| Лучшая футболистка сезона по версии УЕФА            |                               |                               |                               |                               |                               |                               |                               |                               |                               | 8                             | 5                             |                               |                               |                               |                               |                               |                               |
| Лучшая футболистка сезона по версии ФИФА            |                               |                               |                               |                               |                               |                               |                               |                               |                               | 9                             | 6                             |                               |                               | 7                             |                               |                               |                               |
| Золотой мяч (женщины)                               |                               |                               |                               |                               |                               |                               |                               |                               |                               |                               | 6                             |                               |                               |                               | 10                            |                               |                               |
| Лучший игрок года сборной Англии                    |                               |                               |                               |                               |                               |                               |                               |                               |                               |                               |                               |                               |                               |                               |                               | 2                             |                               |
| Награды                                             |                               |                               |                               |                               |                               |                               |                               |                               |                               |                               |                               |                               |                               |                               |                               |                               |                               |
| Команда Чемпионата мира                             |                               |                               |                               |                               |                               |                               |                               |                               |                               |                               |                               |                               |                               |                               |                               |                               |                               |
| Команда Чемпионата Европы                           |                               |                               |                               |                               |                               |                               |                               |                               |                               |                               |                               |                               |                               |                               |                               |                               |                               |
| Команда сезона Лиги чемпионов УЕФА                  |                               |                               |                               |                               |                               |                               |                               |                               |                               |                               |                               |                               |                               |                               |                               |                               |                               |
| Команда сезона Чемпионата Англии                    |                               |                               |                               |                               |                               |                               |                               |                               |                               |                               |                               |                               |                               |                               |                               |                               |                               |
| Команда сезона Чемпионата Франции                   |                               |                               |                               |                               |                               |                               |                               |                               |                               |                               |                               |                               |                               |                               |                               |                               |                               |

### Клубные
Сандерленд
- Победительница Северного дивизиона Женской Премьер-лиги: 2008/09
  - Финалистка Кубка Англии: 2008/09

Итого: 1 трофей
Ливерпуль
- Победительница Чемпионата Англии (2): 2013, 2014

Итого: 2 трофея
Манчестер Сити:
- Победительница Чемпионата Англии: 2016
  - Серебряная призёрка Чемпионата Англии (2): 2015, 2020/21
  - Бронзовая призёрка Чемпионата Англии: 2021/22
- Обладательница Кубка Англии (2): 2016/17, 2019/20
- Обладательница Кубка Английской Лиги (2): 2016, 2021/22

Итого: 5 трофеев
Олимпик Лион:
- Победительница Чемпионата Франции (3): 2017/18, 2018/2019, 2019/2020
- Победительница Кубка Франции (2): 2019, 2020
  - Финалистка Кубка Франции: 2018
- Победительница Лиги чемпионов УЕФА (3): 2017/18, 2018/19, 2019/20
- Победительница Суперкубка Франции: 2019

Итого: 9 трофеев
«Барселона»
- Победительница Чемпионата Испании (2): 2022/23, 2023/24
- Обладательница Кубка Испании (Кубок Королевы) (1): 2023/24
- Обладательница Суперкубка Испании (2): 2022/23, 2023/24
- Победительница Лиги чемпионов УЕФА(2): 2022/23, 2023/24

Итого: 7 трофеев
Челси:
- Победительница Чемпионата Англии: 2024/25
- Обладательница Кубка Англии: 2024/25
- Обладательница Кубка Английской Лиги: 2024/25

Итого: 3 трофея

### Сборная страны
Сборная Англии:
- Серебряная призёрка Чемпионата мира: 2023
- Бронзовая призёрка Чемпионата мира: 2015
- Победительница Чемпионата Европы (2): 2022, 2025
- Полуфиналистка Чемпионата Европы: 2017
- Победительница турнира «SheBelieves Cup»: 2019
- Победительница турнира «Arnold Clark Cup» (2): 2022, 2023
- Победительница Финалиссимы: 2023

Молодёжная сборная Англии:
- Победительница Чемпионата Европы (до 19 лет): 2009
- Серебряная призёрка Чемпионата Европы (до 19 лет): 2010

### Личные
- Лучшая футболистка года по версии ФИФА: 2019/20
- Лучшая футболистка года по версии УЕФА: 2018/19[15]
- Футболистка года по версии Globe Soccer Awards: 2019[20]
- Игрок года по версии Профессиональной футбольной ассоциации (2): 2013/14, 2016/17
- Футболистка года по версии «Би-би-си» (2): 2018, 2020
- Член символической сборной Европы минувшего десятилетия 2011—2020 по версии Международной федерации футбольной истории и статистики (IFFHS)[139].
- Член символической сборной мира минувшего десятилетия 2011—2020 по версии Международной федерации футбольной истории и статистики (IFFHS)[140].
- Третья лучшая футболистка мира по версии ФИФА: 2019[18]
- Вторая лучшая футболистка мира в рейтинге награды «Золотой мяч France Football»: 2019[17]
- Вторая в рейтинге Лучших защитников женской Лиги чемпионов сезона 2019/20[229]
- Игрок года в сборной Англии по версии Футбольной ассоциации Англии (2): 2015, 2019[25]
- Обладательница «Серебряного мяча» чемпионата мира: 2019[40]
- Лучший игрок сезона чемпионата Англии: 2016
- Игрок года в составе «Ливерпуля»: 2014[75]
- Игрок года в составе «Манчестер Сити»: 2016
- Игрок года в составе «Манчестер Сити» по версии болельщиков: 2016[230]
- Третья лучшая футболистка года по версии УЕФА: 2019/2020[231]
- Входит в состав символической сборной года Чемпионата Англии (4): 2013/14, 2014/15, 2015/16, 2016/17
- Входит в состав символической сборной чемпионата мира-2015
- Входит в состав символической сборной чемпионата Европы (2): 2017, 2025
- Входит в состав символической сборной мира по версии IFFHS (5): 2017[232], 2018[9], 2019, 2020, 2022[233]
- Входит в состав команды года чемпионата Франции: 2017/18
- Лучший правый защитник 2020 года по версии IFFHS:[13]
- Входит в состав символической сборной мира по версии FIFPro (6): 2017[5], 2019, 2020[14], 2021[234], 2022[235], 2023
- Входит в состав символической сборной Англии всех времён по версии Международной федерации футбольной истории и статистики (IFFHS)[41].
- Входит в состав символической сборной Лиги чемпионов УЕФА (6): 2016/17, 2017/18, 2018/19, 2019/20, 2022/23, 2023/24
- Награда «Серебряный Лев Lions du Sport» в номинации «Лучший спортсмен города Лион»: 2019[124].
- Игрок месяца Чемпионата Англии в феврале 2021 года[236].

Номинации
- Номинация на награду Игрок года по версии Профессиональной футбольной ассоциации: 2014/15
- Номинация на звание лучшего спортсмена Британии: 2015
- Номинация на награду Игрок года по версии Футбольной ассоциации Англии: 2017
- Номинация на награду «Игрок года ФИФА» (5): 2017, 2018, 2019[116], 2021,2024
- Номинация на награду «Лучшая футболистка года» по версии УЕФА (2): 2017, 2018
- Номинация на награду «Золотой мяч» по версии журнала «France Football»: 2018, 2022, 2024
- Номинация на Ежегодную премию BT Sport «Женщина года» (2): 2018; 2019[237][238]
- Номинация на Ежегодную премию ESPY в категории «Лучшая иностранная футболистка»[114]

## Статистика выступлений

### Клубная статистика
| Выступление      | Выступление                     | Выступление      | Лига | Лига | Кубок страны | Кубок страны | Кубок Лиги | Кубок Лиги | Еврокубки | Еврокубки | Итого | Итого |
| Клуб             | Лига                            | Сезон            | Игры | Голы | Игры         | Голы         | Игры       | Голы       | Игры      | Голы      | Игры  | Голы  |
| ---------------- | ------------------------------- | ---------------- | ---- | ---- | ------------ | ------------ | ---------- | ---------- | --------- | --------- | ----- | ----- |
| Сандерленд       | Сев. дивизион жен. Премьер-лиги | 2007-2008        | 9    | 4    | 0            | 0            | 1          | 0          | 0         | 0         | 10    | 4     |
| Сандерленд       | Сев. дивизион жен. Премьер-лиги | 2008-2009        | 9    | 1    | 0            | 0            | 2          | 0          | 0         | 0         | 11    | 1     |
| Сандерленд       | Сев. дивизион жен. Премьер-лиги | 2009-2010        | 3    | 0    | 0            | 0            | 0          | 0          | 0         | 0         | 3     | 0     |
| Сандерленд       | Сев. дивизион жен. Премьер-лиги | 2010-2011        | 4    | 0    | 0            | 0            | 0          | 0          | 0         | 0         | 4     | 0     |
| Сандерленд       | Итого                           | Итого            | 25   | 5    | 0            | 0            | 3          | 0          | 0         | 0         | 28    | 5     |
| Эвертон          | Женская Суперлига ФА            | 2011             | 9    | 0    | 0            | 0            | 2          | 0          | 6         | 0         | 17    | 0     |
| Эвертон          | Женская Суперлига ФА            | 2012             | 11   | 2    | 0            | 0            | 2          | 0          | 0         | 0         | 13    | 2     |
| Эвертон          | Итого                           | Итого            | 20   | 2    | 0            | 0            | 4          | 0          | 6         | 0         | 30    | 2     |
| Ливерпуль        | Женская Суперлига ФА            | 2013             | 14   | 1    | 1            | 0            | 4          | 0          | 0         | 0         | 19    | 1     |
| Ливерпуль        | Женская Суперлига ФА            | 2014             | 14   | 2    | 2            | 0            | 5          | 0          | 2         | 0         | 23    | 2     |
| Ливерпуль        | Итого                           | Итого            | 28   | 3    | 3            | 0            | 9          | 0          | 2         | 0         | 42    | 3     |
| Манчестер Сити   | Женская Суперлига ФА            | 2015             | 11   | 2    | 1            | 0            | 4          | 0          | 0         | 0         | 16    | 2     |
| Манчестер Сити   | Женская Суперлига ФА            | 2016             | 16   | 2    | 3            | 0            | 4          | 1          | 8         | 3         | 31    | 6     |
| Манчестер Сити   | Женская Суперлига ФА            | 2017             | 7    | 1    | 4            | 2            | 0          | 0          | 3         | 1         | 14    | 4     |
| Манчестер Сити   | Итого                           | Итого            | 34   | 5    | 8            | 2            | 8          | 1          | 11        | 4         | 61    | 12    |
| Лион             | Дивизион 1                      | 2017-2018        | 19   | 2    | 4            | 0            | 0          | 0          | 8         | 2         | 31    | 4     |
| Лион             | Дивизион 1                      | 2018-2019        | 16   | 1    | 4            | 0            | 0          | 0          | 9         | 1         | 29    | 2     |
| Лион             | Дивизион 1                      | 2019-2020        | 15   | 0    | 5            | 0            | 1          | 0          | 6         | 0         | 27    | 0     |
| Лион             | Итого                           | Итого            | 50   | 3    | 13           | 0            | 1          | 0          | 23        | 3         | 87    | 6     |
| Манчестер Сити   | Женская Суперлига ФА            | 2020/2021        | 18   | 2    | 2            | 0            | 3          | 0          | 5         | 0         | 28    | 2     |
| Манчестер Сити   | Женская Суперлига ФА            | 2021/2022        | 13   | 0    | 5            | 0            | 4          | 0          | 0         | 0         | 22    | 0     |
| Манчестер Сити   | Итого                           | Итого            | 31   | 2    | 7            | 0            | 7          | 0          | 5         | 0         | 50    | 2     |
| Барселона        | Женская Суперлига Испании       | 2022/2023        | 20   | 3    | 1            | 0            | 2          | 0          | 9         | 0         | 32    | 3     |
| Барселона        | Женская Суперлига Испании       | 2023/2024        | 21   | 1    | 5            | 0            | 2          | 0          | 10        | 1         | 38    | 2     |
| Барселона        | Итого                           | Итого            | 41   | 4    | 6            | 0            | 4          | 0          | 19        | 1         | 70    | 5     |
| Челси            | Женская Суперлига ФА            | 2024/2025        | 19   | 2    | 3            | 0            | 1          | 0          | 8         | 1         | 31    | 3     |
| Челси            | Итого                           | Итого            | 19   | 2    | 3            | 0            | 1          | 0          | 8         | 1         | 31    | 3     |
| Всего за карьеру | Всего за карьеру                | Всего за карьеру | 248  | 26   | 40           | 2            | 37         | 1          | 74        | 9         | 399   | 38    |

### Голы на клубном уровне
Статистика начиная с сезона 2011 года
| №  | Дата       | Турнир                | Команда           | Соперник                | Голы  |
| -- | ---------- | --------------------- | ----------------- | ----------------------- | ----- |
| 1  | 30.05.2012 | Чемпионат Англии      | Эвертон           | Ливерпуль               | 39′   |
| 2  | 19.08.2012 | Чемпионат Англии      | Эвертон           | Арсенал                 | 63′   |
| 3  | 08.06.2013 | Чемпионат Англии      | Ливерпуль         | Бирмингем Сити          | 37′   |
| 4  | 09.08.2014 | Чемпионат Англии      | Ливерпуль         | Челси                   | 22′   |
| 5  | 12.10.2014 | Чемпионат Англии      | Ливерпуль         | Бристоль Сити           | 58′   |
| 6  | 09.08.2015 | Чемпионат Англии      | Манчестер Сити    | Арсенал                 | 23′   |
| 7  | 27.09.2015 | Чемпионат Англии      | Манчестер Сити    | Бристоль Сити           | 81′   |
| 8  | 02.05.2016 | Чемпионат Англии      | Манчестер Сити    | Донкастер Роверс Беллес | 7′    |
| 9  | 11.08.2016 | Чемпионат Англии      | Манчестер Сити    | Донкастер Роверс Беллес | 63′   |
| 10 | 02.10.2016 | Кубок Английской Лиги | Манчестер Сити    | Бирмингем Сити          | 105′  |
| 11 | 06.10.2016 | Лига Чемпионов УЕФА   | Манчестер Сити    | Звезда-2005             | 90′   |
| 12 | 12.10.2016 | Лига Чемпионов УЕФА   | Манчестер Сити    | Звезда-2005             | 32′   |
| 13 | 18.03.2017 | Кубок Англии          | Манчестер Сити    | Рединг                  | 82′   |
| 14 | 30.03.2017 | Лига Чемпионов УЕФА   | Манчестер Сити    | Фортуна Йёрринг         | 41′   |
| 15 | 03.05.2017 | Чемпионат Англии      | Манчестер Сити    | Бирмингем Сити          | 58′   |
| 16 | 13.05.2017 | Кубок Англии          | Манчестер Сити    | Бирмингем Сити          | 17′   |
| 17 | 11.10.2017 | Лига Чемпионов УЕФА   | Олимпик Лион      | Медик                   | 32′   |
| 18 | 15.10.2017 | Чемпионат Франции     | Олимпик Лион      | Суайо                   | 14′   |
| 19 | 02.12.2017 | Чемпионат Франции     | Олимпик Лион      | Олимпик Марсель         | 58′   |
| 20 | 29.04.2018 | Лига Чемпионов УЕФА   | Олимпик Лион      | Манчестер Сити          | 17′   |
| 21 | 26.08.2018 | Чемпионат Франции     | Олимпик Лион      | ОСК Лилль               | 87′   |
| 22 | 31.10.2018 | Лига Чемпионов УЕФА   | Олимпик Лион      | Аякс                    | 90+3′ |
| 23 | 07.11.2020 | Чемпионат Англии      | Манчестер Сити    | Бристоль Сити           | 43′   |
| 24 | 12.02.2021 | Чемпионат Англии      | Манчестер Сити    | Манчестер Юнайтед       | 23′   |
| 25 | 27.11.2022 | Чемпионат Испании     | Барселона         | Атлетико Мадрид         | 50′   |
| 26 | 03.12.2022 | Чемпионат Испании     | Барселона         | Реал Сосьедад           | 89′   |
| 27 | 29.01.2023 | Чемпионат Испании     | Барселона         | Гранадилья Тенерифе     | 90+2′ |
| 28 | 31.01.2024 | Лига Чемпионов УЕФА   | Барселона         | Бенфика                 | 90+6′ |
| 29 | 04.05.2024 | Чемпионат Испании     | Барселона         | Гранада                 | 11′   |
| 30 | 27.09.2024 | Чемпионат Англии      | Кристал Пэлас     | Челси                   | 48′   |
| 31 | 20.11.2024 | Лига Чемпионов УЕФА   | Челси             | Селтик                  | 2′    |
| 32 | 30.04.2025 | Чемпионат Англии      | Манчестер Юнайтед | Челси                   | 74′   |

### Международная статистика
Статистика приведена по состоянию на 27 июля 2025 года
Источники: статистика выступлений взята с
| Сборная | Год   | Отборочные матчи ЧМ | Отборочные матчи ЧМ | Финальные матчи ЧМ | Финальные матчи ЧМ | Отборочные матчи ЧЕ | Отборочные матчи ЧЕ | Финальные матчи ЧЕ | Финальные матчи ЧЕ | Товарищеские матчи | Товарищеские матчи | Отборочные матчи ОИ | Отборочные матчи ОИ | Итого | Итого |
| Сборная | Год   | Игры                | Голы                | Игры               | Голы               | Игры                | Голы                | Игры               | Голы               | Игры               | Голы               | Игры                | Голы                | Игры  | Голы  |
| ------- | ----- | ------------------- | ------------------- | ------------------ | ------------------ | ------------------- | ------------------- | ------------------ | ------------------ | ------------------ | ------------------ | ------------------- | ------------------- | ----- | ----- |
| Англия  | 2013  | 4                   | 0                   | -                  | -                  | -                   | -                   | -                  | -                  | 1                  | -                  | -                   | -                   | 5     | 0     |
| Англия  | 2014  | 5                   | 2                   | -                  | -                  | -                   | -                   | -                  | -                  | 6                  | -                  | -                   | -                   | 11    | 2     |
| Англия  | 2015  | -                   | -                   | 6                  | 2                  | -                   | -                   | -                  | -                  | 4                  | -                  | -                   | -                   | 10    | 2     |
| Англия  | 2016  | -                   | -                   | -                  | -                  | 5                   | -                   | -                  | -                  | 5                  | -                  | -                   | -                   | 10    | 0     |
| Англия  | 2017  | 3                   | 1                   | -                  | -                  | -                   | -                   | 4                  | -                  | 9                  | 1                  | -                   | -                   | 16    | 2     |
| Англия  | 2018  | 5                   | 1                   | -                  | -                  | -                   | -                   | -                  | -                  | 6                  | -                  | -                   | -                   | 11    | 1     |
| Англия  | 2019  | -                   | -                   | 7                  | 1                  | -                   | -                   | -                  | -                  | 11                 | -                  | -                   | -                   | 18    | 1     |
| Англия  | 2021  | -                   | -                   | -                  | -                  | -                   | -                   | -                  | -                  | 2                  | 1                  | -                   | -                   | 2     | 1     |
| Англия  | 2022  | 4                   | -                   | -                  | -                  | -                   | -                   | 6                  | 1                  | 7                  | 1                  | -                   | -                   | 17    | 2     |
| Англия  | 2023  | -                   | -                   | 7                  | -                  | -                   | -                   | -                  | -                  | 5                  | 1                  | 6                   | 3                   | 18    | 4     |
| Англия  | 2024  | -                   | -                   | -                  | -                  | 5                   | -                   | -                  | -                  | 4                  | 1                  | -                   | -                   | 9     | 1     |
| Англия  | 2025  | -                   | -                   | -                  | -                  | -                   | -                   | 6                  | 1                  | 7                  | 3                  | -                   | -                   | 13    | 4     |
| Англия  | Итого | 21                  | 4                   | 20                 | 3                  | 10                  | 0                   | 16                 | 2                  | 67                 | 8                  | 6                   | 3                   | 140   | 20    |

### Матчи и голы за сборную Англии
| 1    | 26/06/2013 | Япония               | 1:1          |       | 67'     | 16    | Товарищеский матч                     |
| 2    | 21/09/2013 | Беларусь             | 6:0          |       |         | 3     | Квалификация к ЧМ-2015                |
| 3    | 26/09/2013 | Турция               | 8:0          |       | 43'     | 3     | Квалификация к ЧМ-2015                |
| 4    | 26/10/2013 | Уэльс                | 2:0          |       |         | 3     | Квалификация к ЧМ-2015                |
| 5    | 31/10/2013 | Турция               | 0:4          |       |         | 3     | Квалификация к ЧМ-2015                |
| 2014 |            |                      |              |       |         |       |                                       |
| 6    | 17/01/2014 | Норвегия             | 1:1          |       |         | 6     | Товарищеский матч                     |
| 7    | 05/03/2014 | Италия               | 2:0          |       |         | 5     | Международный турнир Кубок Кипра      |
| 8    | 10/03/2014 | Канада               | 2:0          |       |         | 5     | Международный турнир Кубок Кипра      |
| 9    | 12/03/2014 | Франция              | 0:2          |       |         | 5     | Международный турнир Кубок Кипра      |
| 10   | 05/04/2014 | Черногория           | 9:0          |       |         | 6     | Квалификация к ЧМ-2015                |
| 11   | 08/05/2014 | Украина              | 4:0          |       |         | 6     | Квалификация к ЧМ-2015                |
| 12   | 14/06/2014 | Беларусь             | 0:3          | 94′   |         | 6     | Квалификация к ЧМ-2015                |
| 13   | 19/06/2014 | Украина              | 1:2          |       | 53'     | 3     | Квалификация к ЧМ-2015                |
| 14   | 03/08/2014 | Швеция               | 4:0          |       |         | 6     | Товарищеский матч                     |
| 15   | 17/09/2014 | Черногория           | 0:10         | 37′   |         | 2     | Квалификация к ЧМ-2015                |
| 16   | 23/10/2014 | Германия             | 0:3          |       |         | 6     | Товарищеский матч                     |
| 2015 |            |                      |              |       |         |       |                                       |
| 17   | 29/05/2015 | Канада               | 1:0          |       |         | 12    | Товарищеский матч                     |
| 18   | 09/06/2015 | Франция              | 1:0          |       |         | 12    | Чемпионат Мира-2015                   |
| 19   | 13/06/2015 | Мексика              | 2:1          |       | 85'     | 12    | Чемпионат Мира-2015                   |
| 20   | 22/06/2015 | Норвегия             | 2:1          | 76′   |         | 12    | Чемпионат Мира-2015                   |
| 21   | 28/06/2015 | Канада               | 2:1          | 14′   |         | 12    | Чемпионат Мира-2015                   |
| 22   | 02/07/2015 | Япония               | 2:1          |       | 75'     | 12    | Чемпионат Мира-2015                   |
| 23   | 04/07/2015 | Германия             | 0:1          |       |         | 12    | Чемпионат Мира-2015                   |
| 24   | 23/10/2015 | Китай                | 2:1          |       | 65'     | 2     | Товарищеский матч                     |
| 25   | 27/10/2015 | Австралия            | 0:1          |       |         | 2     | Товарищеский матч                     |
| 26   | 26/11/2015 | Германия             | 0:0          |       |         | 2     | Товарищеский матч                     |
| 2016 |            |                      |              |       |         |       |                                       |
| 27   | 04/03/2016 | США                  | 1:0          |       |         | 2     | Международный турнир SheBelieves Cup  |
| 28   | 09/03/2016 | Франция              | 0:0          |       | 69'     | 2     | Международный турнир SheBelieves Cup  |
| 29   | 12/04/2016 | Босния и Герцеговина | 0:1          |       | 66'     | 12    | Квалификация к ЧЕ-2017                |
| 30   | 04/06/2016 | Сербия               | 7:0          |       |         | 2     | Квалификация к ЧЕ-2017                |
| 31   | 07/06/2016 | Сербия               | 0:7          |       |         | 2     | Квалификация к ЧЕ-2017                |
| 32   | 15/09/2016 | Эстония              | 5:0          |       |         | 2     | Квалификация к ЧЕ-2017                |
| 33   | 20/09/2016 | Бельгия              | 0:2          |       |         | 2     | Квалификация к ЧЕ-2017                |
| 34   | 21/10/2016 | Франция              | 0:0          |       |         | 2     | Товарищеский матч                     |
| 35   | 25/10/2016 | Испания              | 1:2          |       |         | 2     | Товарищеский матч                     |
| 36   | 29/11/2016 | Нидерланды           | 0:1          |       |         | 2     | Товарищеский матч                     |
| 2017 |            |                      |              |       |         |       |                                       |
| 37   | 22/01/2017 | Норвегия             | 0:1          |       |         | 4     | Товарищеский матч                     |
| 38   | 01/03/2017 | Франция              | 1:2          |       |         | 4     | Международный турнир SheBelieves Cup  |
| 39   | 04/03/2017 | США                  | 0:1          |       |         | 4     | Международный турнир SheBelieves Cup  |
| 40   | 07/03/2017 | Германия             | 1:0          |       |         | 4     | Международный турнир SheBelieves Cup  |
| 41   | 07/04/2017 | Италия               | 1:1          |       |         | 2     | Товарищеский матч                     |
| 42   | 10/04/2017 | Австрия              | 3:0          | 67′   |         | 2     | Товарищеский матч                     |
| 43   | 10/06/2017 | Швейцария            | 0:4          |       | 85'     | 2     | Товарищеский матч                     |
| 44   | 01/07/2017 | Дания                | 1:2          |       | 88'     | 12    | Товарищеский матч                     |
| 45   | 19/07/2017 | Шотландия            | 6:0          |       |         | 2     | Чемпионат Европы-2017                 |
| 46   | 23/07/2017 | Испания              | 2:0          |       |         | 2     | Чемпионат Европы-2017                 |
| 47   | 30/07/2017 | Франция              | 1:0          |       |         | 2     | Чемпионат Европы-2017                 |
| 48   | 03/08/2017 | Нидерланды           | 3:0          |       |         | 2     | Чемпионат Европы-2017                 |
| 49   | 19/09/2017 | Россия               | 6:0          | 44′   |         | 2     | Квалификация к ЧМ-2019                |
| 50   | 20/10/2017 | Франция              | 1:0          |       |         | 2     | Товарищеский матч                     |
| 51   | 24/11/2017 | Босния и Герцеговина | 4:0          |       |         | 2     | Квалификация к ЧМ-2019                |
| 52   | 28/11/2017 | Казахстан            | 5:0          |       | 76'     | 2     | Квалификация к ЧМ-2019                |
| 2018 |            |                      |              |       |         |       |                                       |
| 53   | 01/03/2018 | Франция              | 4:1          |       |         | 2 ()  | Международный турнир SheBelieves Cup  |
| 54   | 04/03/2018 | Германия             | 2:2          |       |         | 2 ()  | Международный турнир SheBelieves Cup  |
| 55   | 08/03/2018 | США                  | 1:0          |       |         | 2 ()  | Международный турнир SheBelieves Cup  |
| 56   | 06/04/2018 | Уэльс                | 0:0          |       |         | 2     | Квалификация к ЧМ-2019                |
| 57   | 10/04/2018 | Босния и Герцеговина | 0:2          |       |         | 2     | Квалификация к ЧМ-2019                |
| 58   | 08/06/2018 | Россия               | 1:3          |       |         | 2 ()  | Квалификация к ЧМ-2019                |
| 59   | 31/08/2018 | Уэльс                | 0:3          |       |         | 2     | Квалификация к ЧМ-2019                |
| 60   | 04/09/2018 | Казахстан            | 0:6          | 85′   | 62'     | 12 () | Квалификация к ЧМ-2019                |
| 61   | 06/10/2018 | Бразилия             | 1:0          |       | 45'     | 2     | Товарищеский матч                     |
| 62   | 09/10/2018 | Австралия            | 1:1          |       |         | 2     | Товарищеский матч                     |
| 63   | 11/11/2018 | Швеция               | 0:2          |       | 27'     | 2     | Товарищеский матч                     |
| 2019 |            |                      |              |       |         |       |                                       |
| 64   | 27/02/2019 | Бразилия             | 2:1          |       | 27'     | 2     | Международный турнир SheBelieves Cup  |
| 65   | 02/03/2019 | США                  | 2:2          |       |         | 2     | Международный турнир SheBelieves Cup  |
| 66   | 05/03/2019 | Япония               | 3:0          |       |         | 2     | Международный турнир SheBelieves Cup  |
| 67   | 05/04/2019 | Канада               | 0:1          |       |         | 2     | Товарищеский матч                     |
| 68   | 01/06/2019 | Новая Зеландия       | 0:1          |       |         | 2     | Товарищеский матч                     |
| 69   | 09/06/2019 | Шотландия            | 2:1          |       |         | 2     | Чемпионат мира 2019                   |
| 70   | 14/06/2019 | Аргентина            | 1:0          |       |         | 2     | Чемпионат мира 2019                   |
| 71   | 19/06/2019 | Япония               | 0:2          |       |         | 2     | Чемпионат мира 2019                   |
| 72   | 23/06/2019 | Камерун              | 3:0          |       |         | 2     | Чемпионат мира 2019                   |
| 73   | 27/06/2019 | Норвегия             | 0:3          | 57′   |         | 2     | Чемпионат мира 2019                   |
| 74   | 02/07/2019 | США                  | 2:1          |       |         | 2     | Чемпионат мира 2019                   |
| 75   | 06/07/2019 | Швеция               | 2:1          |       |         | 2     | Чемпионат мира 2019                   |
| 76   | 29/08/2019 | Бельгия              | 3:3          |       |         | 8     | Товарищеский матч                     |
| 77   | 03/09/2019 | Норвегия             | 2:1          |       |         | 8     | Товарищеский матч                     |
| 78   | 05/10/2019 | Бразилия             | 1:2          |       |         | 2     | Товарищеский матч                     |
| 79   | 08/10/2019 | Португалия           | 0:1          |       |         | 2     | Товарищеский матч                     |
| 80   | 09/11/2019 | Германия             | 1:2          |       |         | 2     | Товарищеский матч                     |
| 81   | 12/11/2019 | Чехия                | 2:3          |       |         | 2 ()  | Товарищеский матч                     |
| 2021 |            |                      |              |       |         |       |                                       |
| 82   | 23/02/2021 | Северная Ирландия    | 6:0          | 29′   |         | 2     | Товарищеский матч                     |
| 83   | 13/04/2021 | Канада               | 0:2          |       | 64'     | 12    | Товарищеский матч                     |
| 2022 |            |                      |              |       |         |       |                                       |
| 84   | 17/02/2022 | Канада               | 1:1          |       | 62'     | 12    | Кубок Арнольд Кларк                   |
| 85   | 20/02/2022 | Испания              | 0:0          |       |         | 12    | Кубок Арнольд Кларк                   |
| 86   | 23/02/2022 | Германия             | 3:1          |       | 82'     | 12    | Кубок Арнольд Кларк                   |
| 87   | 08/04/2022 | Северная Македония   | 0:10         |       | 71'     | 2     | Квалификация к Чемпионату Мира 2023   |
| 88   | 08/04/2022 | Северная Ирландия    | 0:5          |       |         | 2     | Квалификация к Чемпионату Мира 2023   |
| 89   | 16/06/2022 | Бельгия              | 3:0          |       | 49'     | 2     | Товарищеский матч                     |
| 90   | 24/06/2022 | Нидерланды           | 5:1          | 32′   |         | 2     | Товарищеский матч                     |
| 91   | 06/07/2022 | Австрия              | 1:0          |       |         | 2     | Чемпионат Европы 2022                 |
| 92   | 11/07/2022 | Норвегия             | 8:0          |       |         | 2     | Чемпионат Европы 2022                 |
| 93   | 15/07/2022 | Северная Ирландия    | 0:5          |       |         | 2     | Чемпионат Европы 2022                 |
| 94   | 20/07/2022 | Испания              | 2:1          |       |         | 2     | Чемпионат Европы 2022                 |
| 95   | 26/07/2022 | Швеция               | 4:0          | 48′   |         | 2     | Чемпионат Европы 2022                 |
| 96   | 31/07/2022 | Германия             | 2:1          |       |         | 2     | Чемпионат Европы 2022                 |
| 97   | 03/09/2022 | Австрия              | 0:2          |       | 85'     | 2     | Квалификация к Чемпионату Мира 2023   |
| 98   | 06/09/2022 | Люксембург           | 10:0         |       |         | 2     | Квалификация к Чемпионату Мира 2023   |
| 99   | 07/10/2022 | США                  | 2:1          |       |         | 2     | Товарищеский матч                     |
| 100  | 11/10/2022 | Чехия                | 0:0          |       |         | 2     | Товарищеский матч                     |
| 2023 |            |                      |              |       |         |       |                                       |
| 101  | 16/02/2023 | Республика Корея     | 4:0          |       |         | 2     | Кубок Арнольд Кларк                   |
| 102  | 22/02/2023 | Бельгия              | 6:1          | 89′   |         | 2     | Кубок Арнольд Кларк                   |
| 103  | 06/04/2023 | Бразилия             | 1:1          |       |         | 2     | Финалиссима                           |
| 104  | 11/04/2023 | Австралия            | 0:2          |       |         | 2     | Товарищеский матч                     |
| 105  | 02/07/2023 | Португалия           | 0:0          |       |         | 2     | Товарищеский матч                     |
| 106  | 22/07/2023 | Республика Гаити     | 1:0          |       |         | 2     | Чемпионат мира 2023                   |
| 107  | 28/07/2023 | Дания                | 1:0          |       |         | 2     | Чемпионат мира 2023                   |
| 108  | 01/08/2023 | Китай                | 1:6          |       | 71' 56' | 2     | Чемпионат мира 2023                   |
| 109  | 07/08/2023 | Нигерия              | 0:0          |       |         | 2     | Чемпионат мира 2023                   |
| 110  | 12/08/2023 | Колумбия             | 2:1          |       |         | 2     | Чемпионат мира 2023                   |
| 111  | 16/08/2023 | Австралия            | 1:3          |       |         | 2     | Чемпионат мира 2023                   |
| 112  | 20/08/2023 | Испания              | 1:0          |       |         | 2     | Чемпионат мира 2023                   |
| 113  | 22/09/2023 | Шотландия            | 2:1          | 39′   |         | 2     | Лига наций среди женщин               |
| 114  | 26/09/2023 | Нидерланды           | 2:1          |       |         | 2     | Лига наций среди женщин               |
| 115  | 27/10/2023 | Бельгия              | 1:0          |       |         | 2     | Лига наций среди женщин               |
| 116  | 31/10/2023 | Бельгия              | 2:3          | 38′   |         | 2     | Лига наций среди женщин               |
| 117  | 01/12/2023 | Нидерланды           | 3:2          |       |         | 2     | Лига наций среди женщин               |
| 118  | 05/12/2023 | Шотландия            | 0:6          | 90+3′ |         | 2     | Лига наций среди женщин               |
| 2024 |            |                      |              |       |         |       |                                       |
| 119  | 27/02/2024 | Италия               | 5:1          |       |         | 2     | Товарищеский матч                     |
| 120  | 05/04/2024 | Швеция               | 0:0          |       |         | 2     | Квалификация к Чемпионату Европы 2025 |
| 121  | 09/04/2024 | Ирландия             | 0:2          |       |         | 2     | Квалификация к Чемпионату Европы 2025 |
| 122  | 31/05/2024 | Франция              | 1:2          |       |         | 2     | Квалификация к Чемпионату Европы 2025 |
| 123  | 04/06/2024 | Франция              | 1:2          |       |         | 2     | Квалификация к Чемпионату Европы 2025 |
| 124  | 16/07/2024 | Швеция               | 0:0          |       |         | 2     | Квалификация к Чемпионату Европы 2025 |
| 125  | 25/10/2024 | Германия             | 3:4          | 81′   |         | 2     | Товарищеский матч                     |
| 126  | 29/10/2024 | ЮАР                  | 2:1          |       | 61'     | 12    | Товарищеский матч                     |
| 127  | 30/10/2024 | США                  | 0:0          |       |         | 2     | Товарищеский матч                     |
| 2025 |            |                      |              |       |         |       |                                       |
| 128  | 21/02/2025 | Португалия           | 1:1          |       | 46'     | 2     | Лига наций среди женщин               |
| 129  | 26/02/2025 | Испания              | 1:0          |       |         | 2     | Лига наций среди женщин               |
| 130  | 04/04/2025 | Бельгия              | 5:0          | 21′   |         | 2     | Лига наций среди женщин               |
| 131  | 08/04/2025 | Бельгия              | 3:2          |       |         | 2     | Лига наций среди женщин               |
| 132  | 30/05/2025 | Португалия           | 6:0          | 5′    | 57'     | 2     | Лига наций среди женщин               |
| 133  | 03/06/2025 | Испания              | 2:1          |       | 56'     | 2     | Лига наций среди женщин               |
| 134  | 29/06/2025 | Ямайка               | 7:0          | 32′   | 75'     | 2     | Товарищеский матч                     |
| 135  | 05/07/2025 | Франция              | 2:1          |       |         | 2     | Чемпионат Европы                      |
| 136  | 09/07/2025 | Нидерланды           | 4:0          |       | 84'     | 2     | Чемпионат Европы                      |
| 137  | 13/07/2025 | Уэльс                | 6:1          |       | 79'     | 2     | Чемпионат Европы                      |
| 138  | 17/07/2025 | Швеция               | 2:2 (п. 2:3) | 79′   |         | 2     | Чемпионат Европы                      |
| 139  | 22/07/2025 | Италия               | 2:1          |       |         | 2     | Чемпионат Европы                      |
| 140  | 27/07/2025 | Испания              | 1:1 (п. 3:1) |       | 105'    | 2     | Чемпионат Европы                      |

Итого: 140 матчей: 90 — победа; 21 — ничьих; 29 — поражений.